# Plocoglottis angulata
Plocoglottis angulata är en orkidéart som beskrevs av Johannes Jacobus Smith. Plocoglottis angulata ingår i släktet Plocoglottis och familjen orkidéer. Inga underarter finns listade i Catalogue of Life.